# Alexandra : Disparue
Pour plus de détails, voir Fiche technique et Distribution.
Alexandra : Disparue (Vermisst - Alexandra Walch, 17) est un téléfilm germano-autrichien, réalisé par Andreas Prochaska, diffusé en 2011.

## Synopsis
La veille de ses 17 ans, Alexandra Walch se rend à une fête avec son petit ami, son frère et sa cousine. Au cours de la soirée, elle quitte son petit ami, furieuse d'apprendre qu'il avait une liaison avec sa cousine, puis disparaît mystérieusement aux alentours du port. La police de Vienne dépêche l'inspecteur chef Lenz pour procéder à l'enquête. Après 4 jours de recherches, on retrouve le sac d'Alexandra près d'un endroit fréquenté par les prostituées et un message est envoyé de son portable demandant à ses parents de ne pas la rechercher. Plus tard, on retrouve le cadavre d'une jeune femme dans la forêt. On apprend également qu'Alexandra avait eu une aventure avec un de ses professeurs et qu'elle était enceinte de 2 mois. On la retrouve morte à la fin du film.

## Fiche technique
- Titre allemand : Vermisst - Alexandra Walch, 17
- Réalisation : Andreas Prochaska
- Scénario : Andreas Prochaska et Agnes Pluch
- Photographie : David Sláma
- Musique : Stefan Bernheimer
- Durée : 129 min

## Distribution
- Emilia Schüle (VF : Fily Keita) : Alexandra Walch
- Richy Müller (VF : Emmanuel Curtil) : Alfred Walch
- Ann-Kathrin Kramer (VF : Laurence Dourlens) : Anna Walch
- Michael Steinocher (VF : Yoann Sover) : Moritz Weber
- Gerhard Liebmann : Josef
- Hary Prinz : Chefinspektor Lenz
- Julia Koschitz (VF : Stéphanie Hédin) : Lisa Binder
- Jonathan Dümcke : Daniel Walch
- Anna Katharina Thomasoff : Sonia Walch
- Coco Huemer : Christina Walch
- Erwin Steinhauer (VF : Richard Leblond) : Gerhard Walch